# El Danubio
El Danubio är en ort i Mexiko.   Den ligger i kommunen Berriozábal och delstaten Chiapas, i den sydöstra delen av landet, 700 km öster om huvudstaden Mexico City. El Danubio ligger 339 meter över havet och antalet invånare är 159.
Terrängen runt El Danubio är huvudsakligen kuperad. El Danubio ligger nere i en dal. Runt El Danubio är det ganska tätbefolkat, med 83 invånare per kvadratkilometer. Närmaste större samhälle är Berriozábal, 19,9 km sydost om El Danubio. Omgivningarna runt El Danubio är en mosaik av jordbruksmark och naturlig växtlighet.